# NGC 548
NGC 548 est une galaxie elliptique située dans la constellation de la Baleine. NGC 548 a été découverte par l'astronome américain George Mary Searle en 1867.

## Caractéristiques
Sa vitesse par rapport au fond diffus cosmologique est de 5 095 ± 22 km/s, ce qui correspond à une distance de Hubble de 75,2 ± 5,3 Mpc (∼245 millions d'al).
À ce jour, sept mesures non basées sur le décalage vers le rouge (redshift) donnent une distance de 83,286 ± 16,347 Mpc (∼272 millions d'al), ce qui est à l'intérieur des valeurs de la distance de Hubble. Notons cependant que c'est avec la valeur moyenne des mesures indépendantes, lorsqu'elles existent, que la base de données NASA/IPAC calcule le diamètre d'une galaxie et qu'en conséquence le diamètre de NGC 548 pourrait être d'environ 25,2 kpc (∼82 200 al) si on utilisait la distance de Hubble pour le calculer.
Selon la base de données Simbad, NGC 3668 est une radiogalaxie.

## Groupe de NGC 585 et Abell 194
NGC 548 fait partie du groupe de NGC 585. Ce groupe comprend au moins 23 galaxies. Les autres galaxies du catalogue NGC de ce groupe sont : NGC 519, NGC 538, NGC 541, NGC 543, NGC 545, NGC 547, NGC 570 et NGC 585.
La désignation DRCG 7-56 est utilisée par Wolfgang Steinicke pour indiquer que cette galaxie figure au catalogue des amas galactiques d'Alan Dressler. Les nombres 7 et 56 indiquent respectivement que c'est le 7e amas (Abell 194) de la liste et la 56e galaxie de cette liste. Cette même galaxie est aussi désignée par ABELL 194:[D80] 56 par la base de données NASA/IPAC, ce qui est équivalent. Dressler indique que NGC 519 est une galaxie lenticulaire de type E/S0.